# 妙雲寺 (那須塩原市)
妙雲寺（みょううんじ）は、栃木県那須塩原市塩原にある臨済宗妙心寺派の寺院。

## 歴史
鎌倉時代初期、妙雲禅尼の開基である。妙雲禅尼は平重盛の妹といわれており、源平合戦の敗戦後に、当地に逃れて草庵を編んだのが、当寺の起源である。本尊の釈迦如来像は平重盛の念持仏という。
戊辰戦争の戦火で塩原周辺は焼け落ちたが、当寺は焼失を免れることができた。

## 文化財
- 本堂 - 1993年3月31日 那須塩原市指定有形文化財指定[3]
- 宮殿 - 1993年3月31日 那須塩原市指定有形文化財指定[4]

本堂の内部は、一般の人々が礼拝する外陣と仏像などが置かれる内陣に分かれており、内陣の中に宮殿（くうでん）が置かれている。妙雲寺の宮殿内には本尊釈迦如来仏像が安置されている。
- 妙雲寺の薬師堂 - 2017年3月30日 那須塩原市指定有形文化財指定[5]
- 妙雲寺の塩渓文庫（旧閻魔堂） - 2017年3月30日 那須塩原市指定有形文化財指定[6]

1958年に当時の住職により閻魔堂から塩渓文庫に名称変更した。
- 妙雲尼塔の大杉 - 1968年10月23日 那須塩原市指定天然記念物指定[7]

## 交通アクセス
- 公共交通
  - JR宇都宮線西那須野駅または東北新幹線那須塩原駅よりJRバス関東塩原温泉バスターミナル行で「塩原門前」下車、徒歩3分。

- 自動車
  - 東北自動車道西那須野塩原ICより約30分。

## 門前町
妙雲寺の門前町は、塩原十一湯の一つの門前温泉として発展した。